# Centzonuitznaua

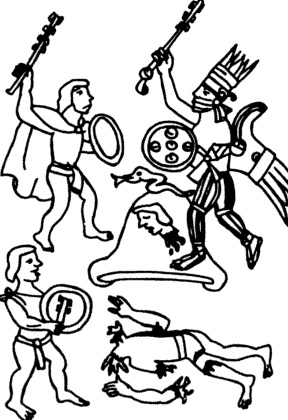
Centzonuitznaua ucişi de Huitzilopochtli, Codex Florentino

În mitologia aztecă, Centzonuitznaua (sau Centzon Huitznahuas) au fost zeii stelelor sudice. Ei sunt fiii cei răi mai mari ai zeiței Coatlicue și sora lor este Coyolxauhqui. Ei și sora lor au încercat să-o ucidă pe mama lor înainte a rămâne însărcinată cu Huitzilopochtli; planul lor a fost dejucat atunci când fratele lor a izvorât din pântece, și, pe deplin crescut, s-a aruncat în luptă și i-a ucis pe toți. Centzonuitznaua sunt cunoscuți și ca patru sute de sudiștii; zeii stelelor de nord sunt Centzonmimixcoa.
Acest articol referitor la mitologia aztecă  este deocamdată un ciot. Puteți ajuta Wikipedia prin completarea sa!